# Andrej Hlinka

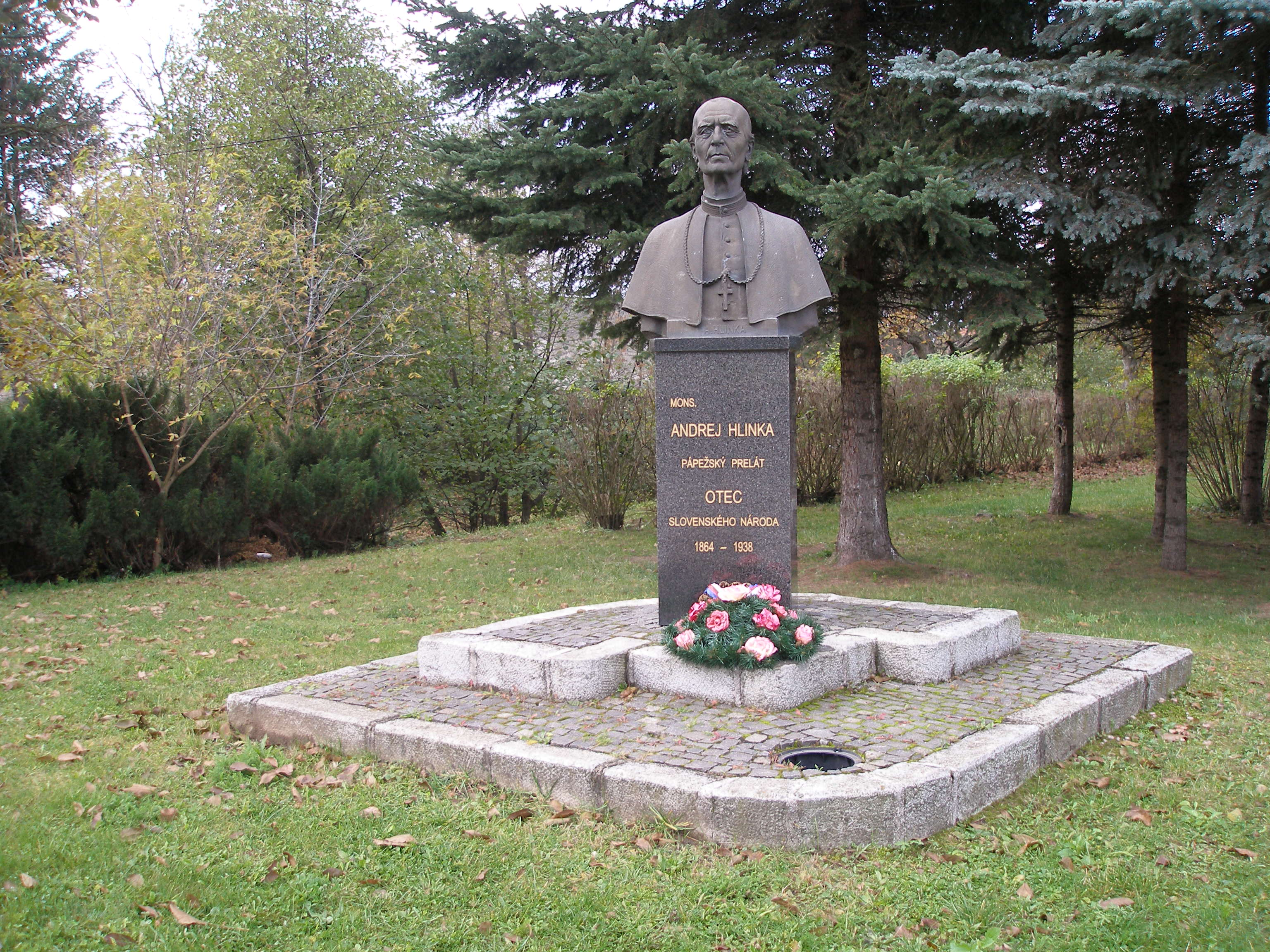
Pomnik Andreja Hlinki

Andrej Hlinka (ur. 27 września 1864 w Černovej, zm. 16 sierpnia 1938 w Rużomberku) – słowacki polityk o orientacji narodowo-klerykalnej, publicysta, ksiądz rzymskokatolicki. Współzałożyciel i wieloletni przywódca Słowackiej Partii Ludowej, uznawany przez Słowaków za ojca narodu. Order jego imienia jest jednym z najwyższych odznaczeń państwowych Słowacji.

## Życiorys
Urodził się w miejscowości Černova (obecnie część Rużomberka) w Królestwie Węgier, w wielodzietnej rodzinie chłopskiej. Od 1877 do 1880 uczęszczał do gimnazjum w Ružomberku, w latach 1881–1883 kontynuował naukę w gimnazjum w Lewoczy. W 1883 został przyjęty do seminarium duchownego w Spišskej Kapitule, a 19 czerwca 1889 przyjął święcenia kapłańskie z rąk biskupa Györgya Császki.
W 1890 ks. Hlinka objął swoją pierwszą parafię we wsi Liptovské Kľačany, gdzie podjął działalność społeczną i kulturalną, działał jako publicysta. W 1897 został redaktorem pisma Ľudove noviny, wydawanego w Rużomberku, które to stanowisko zajmował do 1901. W 1898 startował bez powodzenia w wyborach z ramienia partii ludowej; w 1901 opuścił jej szeregi. Od 1905 był proboszczem w Martinie, gdzie prowadził działalność polityczną, opowiadając się za katolicką partią Węgier (Katolikus Néppárt).
W tym samym roku zwołał w Rużomberku zjazd, na którym powstała Słowacka Partia Ludowa – słowacka partia polityczna; ks. Hlinka był jej współzałożycielem. W 1906 za „podburzanie narodu” został skazany na karę grzywny i więzienia, którą odbył w Segedynie w latach 1907–1910. Po opuszczenia więzienia wrócił do Rużomberku. W tym samym czasie został zawieszony w czynnościach kapłańskich z powodu oskarżenia o zdradę, skierowanego do biskupa Sándora Párvy’ego przez węgierską partię ludową. W 1909 sąd papieski uznał to zawieszenie za bezzasadne. Podczas I wojny światowej ks. Hlinka głośno opowiadał się za autonomią Słowacji.
Po wojnie ks. Hlinka, choć był zdeklarowanym zwolennikiem wspólnego czesko-słowackiego państwa, upierał się przy jego federacyjnym charakterze domagając się autonomii Słowacji zgodnie z deklaracją pittsburską i prowadził działalność prokatolicką. Jeszcze w trakcie konferencji pokojowej pojawił się niezaproszony w Wersalu posługując się polskim paszportem, aby zabiegać o nieunitarny ustrój Czechosłowacji, co doprowadziło do skandalu dyplomatycznego. Zdarzenie to zostało uznane za zdradę przez władze praskie i ksiądz został uwięziony, mimo tego został wybrany do parlamentu w 1920 r., co doprowadziło do jego uwolnienia.
W 1937 został odznaczony Wielką Wstęgą Orderu Odrodzenia Polski.
Po objęciu władzy w Czechosłowacji przez Edvarda Beneša ks. Hlinka został zaproszony przez prezydenta do dialogu. Rozmowy, w których zamiast ks. Hlinki uczestniczył jego współpracownik ks. Józef Tiso, nie przyniosły efektów. Jednak tymczasem na Słowacji przybrał na sile ruch narodowy, doprowadzając do ogłoszenia autonomii tego kraju 6 października 1938 w Żylinie. Stało się to już po śmierci ks. Hlinki, który w wieku 74 lat zmarł 16 sierpnia 1938 roku w Rużomberku.
Pierwotnie został pochowany na cmentarzu w Rużomberku 22 sierpnia 1938. Informacja o planowanym czasowym pochówku w rodzinnym mieście została podana jeszcze przed pogrzebem. Później szczątki Hlinki przeniesiono do nowo wybudowanego mauzoleum w tym mieście. W 1944 (lub w 1945) ciało przeniesiono w nieznane miejsce w związku z obawami, iż może być zniszczone przez wkraczającą Armię Czerwoną (według innej wersji w czasie Słowackiego Powstania Narodowego mauzoleum próbował zniszczyć partyzancki samolot). Do dzisiaj nie wiadomo, gdzie znajdują się szczątki Andreja Hlinki.
Od jego nazwiska nazwę wzięła utworzona miesiąc po jego śmierci paramilitarna organizacja Słowackiej Partii Ludowej – Gwardia Hlinki.